# Half Smiles of the Decomposed
| Recensione     | Giudizio |
| -------------- | -------- |
| Piero Scaruffi | [ 1 ]    |

Half Smiles of the Decomposed è il 16° album in studio del gruppo musicale statunitense Guided by Voices, pubblicato nel 2004. Dopo questo album il gruppo si sciolse per riunirsi nel 2010.

## Tracce
Tutte le tracce sono state scritte da Robert Pollard.

1. Everybody Thinks I'm a Raincloud (When I'm Not Looking) – 3:20
2. Sleep Over Jack – 3:04
3. Girls of Wild Strawberries – 2:30
4. Gonna Never Have to Die – 2:17
5. Window of My World – 2:58
6. The Closets of Henry – 2:31
7. Tour Guide at the Winston Churchill Memorial – 3:02
8. Asia Minor – 2:23
9. Sons of Apollo – 4:04
10. Sing for Your Meat – 4:03
11. Asphyxiated Circle – 2:50
12. A Second Spurt of Growth – 2:46
13. (S)Mothering and Coaching – 3:21
14. Huffman Prairie Flying Field – 3:14